# Буди-Стриєвські
Буди-Стриєвські (пол. Budy Stryjewskie) — село в Польщі, у гміні Ласьк Ласького повіту Лодзинського воєводства.
Населення — 118 осіб (2011).
У 1975-1998 роках село належало до Серадзького воєводства.

## Демографія
Демографічна структура станом на 31 березня 2011 року:
|          | Загалом | Допрацездатний вік | Працездатний вік | Постпрацездатний вік |
| -------- | ------- | ------------------ | ---------------- | -------------------- |
| Чоловіки | 61      | 18                 | 33               | 10                   |
| Жінки    | 57      | 13                 | 26               | 18                   |
| Разом    | 118     | 31                 | 59               | 28                   |